# Реваз Лашхі
Реваз Лашхі  (груз. რევაზ ლაშხი, 26 травня 1988, Боржомі) — грузинський борець греко-римського стилю, олімпійський медаліст, чемпіон Європи.

## Спортивні результати на міжнародних змаганнях

### Виступи на Олімпіадах
| Змагання                    | Збірна | Вагова категорія                 | Місце  |
| --------------------------- | ------ | -------------------------------- | ------ |
| Літні Олімпійські ігри 2012 | Грузія | греко-римська боротьба, до 60 кг | Срібло |

### Виступи на Чемпіонатах світу
| Змагання                        | Збірна | Вагова категорія                 | Місце |
| ------------------------------- | ------ | -------------------------------- | ----- |
| Чемпіонат світу з боротьби 2009 | Грузія | греко-римська боротьба, до 60 кг | 7     |
| Чемпіонат світу з боротьби 2010 | Грузія | греко-римська боротьба, до 60 кг | 5     |
| Чемпіонат світу з боротьби 2011 | Грузія | греко-римська боротьба, до 60 кг | 16    |
| Чемпіонат світу з боротьби 2013 | Грузія | греко-римська боротьба, до 60 кг | 32    |
| Чемпіонат світу з боротьби 2014 | Грузія | греко-римська боротьба, до 66 кг | 7     |

### Виступи на Чемпіонатах Європи
| Змагання                         | Збірна | Вагова категорія                 | Місце  |
| -------------------------------- | ------ | -------------------------------- | ------ |
| Чемпіонат Європи з боротьби 2006 | Грузія | греко-римська боротьба, до 55 кг | 8      |
| Чемпіонат Європи з боротьби 2008 | Грузія | греко-римська боротьба, до 60 кг | 8      |
| Чемпіонат Європи з боротьби 2009 | Грузія | греко-римська боротьба, до 60 кг | 9      |
| Чемпіонат Європи з боротьби 2010 | Грузія | греко-римська боротьба, до 60 кг | 7      |
| Чемпіонат Європи з боротьби 2011 | Грузія | греко-римська боротьба, до 60 кг | Золото |
| Чемпіонат Європи з боротьби 2012 | Грузія | греко-римська боротьба, до 66 кг | 15     |
| Чемпіонат Європи з боротьби 2013 | Грузія | греко-римська боротьба, до 60 кг | 8      |
| Чемпіонат Європи з боротьби 2014 | Грузія | греко-римська боротьба, до 66 кг | 5      |

### Виступи на Кубках світу
| Змагання                    | Збірна | Вагова категорія                 | Місце  |
| --------------------------- | ------ | -------------------------------- | ------ |
| Кубок світу з боротьби 2010 | Грузія | греко-римська боротьба, до 60 кг | Срібло |

### Виступи на інших змаганнях
| Змагання                                                         | Збірна | Вагова категорія                 | Місце  |
| ---------------------------------------------------------------- | ------ | -------------------------------- | ------ |
| Золотий Гран-прі з боротьби 2008                                 | Грузія | греко-римська боротьба, до 60 кг | Бронза |
| Золотий Гран-прі з боротьби 2009                                 | Грузія | греко-римська боротьба, до 60 кг | Бронза |
| Золотий Гран-прі з боротьби 2010 (Тбілісі)                       | Грузія | греко-римська боротьба, до 60 кг | Бронза |
| Золотий Гран-прі з боротьби 2010 (Баку)                          | Грузія | греко-римська боротьба, до 60 кг | 8      |
| Гран-прі Іспанії з боротьби 2011                                 | Грузія | греко-римська боротьба, до 60 кг | Бронза |
| Кубок Владислава Пітласинські 2011                               | Грузія | греко-римська боротьба, до 66 кг | 14     |
| Меморіал Олега Караваєва 2011                                    | Грузія | греко-римська боротьба, до 60 кг | Бронза |
| Олімпійський кваліфікаційний турнір з боротьби 2012 (Тайюань)    | Грузія | греко-римська боротьба, до 60 кг | #Н/Д   |
| Олімпійський кваліфікаційний турнір з боротьби 2012 (Гельсінкі)  | Грузія | греко-римська боротьба, до 60 кг | Золото |
| Гран-прі Німеччини з боротьби 2012                               | Грузія | греко-римська боротьба, до 60 кг | Золото |
| Золотий Гран-прі з боротьби 2013 (Сомбатгей)                     | Грузія | греко-римська боротьба, до 66 кг | Срібло |
| Кубок Владислава Пітласинські 2013                               | Грузія | греко-римська боротьба, до 66 кг | 18     |
| Золотий Гран-прі з боротьби 2013 (Баку)                          | Грузія | греко-римська боротьба, до 66 кг | 5      |
| Золотий Гран-прі з боротьби 2014 (Париж)                         | Грузія | греко-римська боротьба, до 66 кг | Золото |
| Золотий Гран-прі з боротьби 2014 (Сомбатгей)                     | Грузія | греко-римська боротьба, до 66 кг | 7      |
| Золотий Гран-прі з боротьби 2014 (Баку)                          | Грузія | греко-римська боротьба, до 66 кг | Срібло |
| Гран-прі FILA 2015                                               | Грузія | греко-римська боротьба, до 66 кг | Бронза |
| Турнір Вехбі Емре і Гаміта Каплана 2016                          | Грузія | греко-римська боротьба, до 59 кг | Срібло |
| Олімпійський кваліфікаційний турнір з боротьби 2016 (Зренянин)   | Грузія | греко-римська боротьба, до 59 кг | 11     |
| Олімпійський кваліфікаційний турнір з боротьби 2016 (Улан-Батор) | Грузія | греко-римська боротьба, до 59 кг | 4      |
| Олімпійський кваліфікаційний турнір з боротьби 2016 (Стамбул)    | Грузія | греко-римська боротьба, до 59 кг | 8      |

### Виступи на змаганнях молодших вікових груп
| Змагання                                       | Збірна | Вагова категорія                 | Місце  |
| ---------------------------------------------- | ------ | -------------------------------- | ------ |
| Чемпіонат Європи з боротьби серед кадетів 2004 | Грузія | греко-римська боротьба, до 54 кг | Срібло |
| Чемпіонат світу з боротьби серед юніорів 2005  | Грузія | греко-римська боротьба, до 55 кг | Бронза |
| Чемпіонат світу з боротьби серед юніорів 2006  | Грузія | греко-римська боротьба, до 55 кг | 10     |
| Чемпіонат світу з боротьби серед юніорів 2007  | Грузія | греко-римська боротьба, до 60 кг | 19     |